# Combretum lanceolatum
Combretum lanceolatum är en tvåhjärtbladig växtart som beskrevs av Johann Baptist Emanuel Pohl och August Wilhelm Eichler. Combretum lanceolatum ingår i släktet Combretum och familjen Combretaceae. Inga underarter finns listade i Catalogue of Life.